# Binteum-eobnneun sa-i
Binteum-eobnneun sa-i (빈틈없는 사이?), noto anche con i titoli internazionali Close Relationship e My Worst Neighbor, è un film sudcoreano del 2023 scritto e diretto da Lee Woo-chul. La pellicola è il rifacimento, seppur con varie differenze a livello di trama, della pellicola francese Un po', tanto, ciecamente (2015).

## Trama
La giovane Ra-ni ha escogitato un trucco ingegnoso per non avere nessun vicino di casa invadente: dato che le pareti della sua abitazione sono molto sottili, ogni volta che arriva una nuova persona nell'appartamento adiacente la disturba con rumori fortissimi e insopportabili, fino a quando essa non decide di andarsene. Seung-jin, un suo coetaneo, è però diverso da tutti gli inquilini precedenti: instaura infatti con lei una sorta di "gara" al rumore più forte finché, con il passare del tempo, i due non scopriranno di essersi innamorati.

## Distribuzione
In Corea del Sud la pellicola ha goduto di una distribuzione a livello nazionale a cura della Galleon, a partire dal 5 luglio 2023.